# Phrynobatrachus werneri
Phrynobatrachus werneri é uma espécie de anfíbio da família Petropedetidae.
Pode ser encontrada nos seguintes países: Camarões e Nigéria.
Os seus habitats naturais são: regiões subtropicais ou tropicais húmidas de alta altitude, campos de altitude subtropicais ou tropicais, pântanos, marismas de água doce, marismas intermitentes de água doce, jardins rurais, florestas secundárias altamente degradadas e canais e valas.